# Resolutie 514 Veiligheidsraad Verenigde Naties
Resolutie 514 van de Veiligheidsraad van de Verenigde Naties werd op 12 juli 1982 goedgekeurd met unanimiteit van stemmen.

## Achtergrond
In september 1980 begon de Irak-Iranoorlog toen Irak buurland Iran binnenviel. In juli 1982 had Iran de bovenhand en dreef de Irakezen terug naar de grens. Iran begon een offensief om enkele heilige steden in het zuiden van Irak te veroveren.

## Inhoud
De Veiligheidsraad had de situatie tussen Iran en Irak opnieuw in beschouwing genomen en was erg bezorgd over het voortduren van het conflict, met veel doden tot gevolg. De Veiligheidsraad herinnerde eraan dat de bepalingen in artikel °2 van het Handvest van de Verenigde Naties strikt moesten worden nageleefd om vrede en veiligheid te bereiken in de regio.
De Veiligheidsraad herinnerde eraan dat hij verantwoordelijk was voor de handhaving van de wereldvrede, en aan resolutie 479. De Veiligheidsraad bemerkte de bemiddelingspogingen van de secretaris-generaal, de Organisatie van Niet-Gebonden Landen en de Organisatie van de Islamitische Conferentie. De Veiligheidsraad riep op tot een staakt-het-vuren en een onmiddellijk einde aan alle militaire operaties, en drong aan op een terugtrekking tot aan de internationaal erkende grenzen.
De Veiligheidsraad besloot VN-waarnemers te sturen om het staakt-het-vuren te controleren, te bevestigen en erop toe te zien. Ook drong de Veiligheidsraad erop aan dat de bemiddeling via de secretaris-generaal werd voortgezet.
De Veiligheidsraad verzocht alle andere landen om enerzijds niets te doen dat voortzetting van het conflict in de hand kon werken, en anderzijds de uitvoering van deze resolutie eenvoudig te maken. De secretaris-generaal werd verzocht om binnen drie maanden te rapporteren.

## Verwante resoluties
- Resolutie 479 Veiligheidsraad Verenigde Naties
- Resolutie 522 Veiligheidsraad Verenigde Naties
- Resolutie 540 Veiligheidsraad Verenigde Naties

Lijst ·  500 ·  501 ·  502 ·  503 ·  504 ·  505 ·  506 ·  507 ·  508 ·  509 ·  510 ·  511 ·  512 ·  513 ·  514 ·  515 ·  516 ·  517 ·  518 ·  519 ·  520 ·  521 ·  522 ·  523 ·  524 ·  525 ·  526 ·  527 ·  528